# Remake
Remake (anglicky [riːmɛjk], česky se vyslovuje [rimejk] nebo podobně; v překladu předělání, přepracování, předělávka) je nové zpracování staršího uměleckého nebo jiného díla, nejčastěji filmu, hudební skladby nebo počítačové hry. Charakteristické je, že remake nevychází primárně z původní (často literární) předlohy, ale spíše napodobuje předchozí zpracování. V populární hudbě se remake písně obvykle označuje jako cover.

## Počítačové hry
U počítačových her se výraz remake používá pro předělávky her pro novější operační systémy a aktuální hardware.

## Film
Hranice, kdy lze označit film jako remake, je nejasná, protože tvůrci nového remake nemusí pojmenovat svůj film ve shodě s původní předlohou. Obvykle takový filmový příběh používá tytéž postavy a (přinejmenším) hlavní dějovou linku svého původního vzoru. Některé remaky kopírují svou předlohu téměř doslovně. Někdy se ale toto označení používá i pro filmy, které s původním vzorem mají jen málo společného, a spíše jen marketingově těží ze známého názvu. Občas je také obtížné rozlišit mezi remakem a pokračováním (sequelem), kde např. vystupují potomci postav z původního díla, ale děj je podobný.  
Nejčastěji se vyskytují remaky úspěšných evropských filmů v USA, kdy je zápletka zachována, avšak přenesena do soudobých amerických reálií.
Obvykle realizuje remake zcela jiný štáb než u původního díla, ale ve výjimečných případech pořídil nové zpracování svého filmu stejný režisér – například Michael Haneke natočil Funny Games nejprve v domovském Rakousku a o 10 let později pod stejným názvem v USA (v české distribuci Funny Games USA).

### Příklady filmových remaků

#### Americké remaky evropských filmů
- The Blue Lagoon (Británie 1949) → Modrá laguna (USA 1980) → Návrat do Modré laguny (USA 1991) → Modrá Laguna: Procitnutí (USA 2012)
- Hračka (Francie 1976 → USA 1982)
- Tři muži a nemluvně (Francie 1985 → USA 1987)
- Bezva finta (Francie/Kanada 1985) → Rychlá změna (USA 1990)
- Brutální Nikita (Francie/Itálie 1990) → Zabiják (USA 1993)
- Podtrženo, sečteno! (Francie 1991) → Pravdivé lži (USA 1994)
- Táta nebo milenec (Francie 1991) → Můj táta hrdina (Francie/USA 1994)
- Klec bláznů (Francie/Itálie 1978) → Ptačí klec (USA 1996)
- Nebe nad Berlínem (Francie/Německo 1987) → Město andělů (USA 1998)
- Návštěvníci (Francie 1993) → Návštěvníci: Cesta do Ameriky (USA 2001)
- Open Your Eyes (Španělsko 1997) → Vanilkové nebe (USA 2001)
- Insomnie (Norsko 1997 → USA 2002)
- Taxi (Francie 1998) → Taxi (USA 2004)
- Stopařův průvodce po Galaxii (Británie 1981 → USA/Británie 2005)
- Funny Games (Rakousko 1997 → USA 2007)

#### Americké remaky mimoevropských filmů
- Sedm samurajů (Japonsko 1954) → Sedm statečných (USA 1960)
- Sabrina (USA 1954) → Sabrina (USA 1995)
- Jódžinbó (Japonsko 1961) → Poslední zůstává (USA 1996)
- 101 dalmatinů (USA 1961, animovaný film) → 101 dalmatinů (USA 1996, hraný film)
- Ring (Japonsko 1998) → Kruh (USA 2002)
- Džuon (Japonsko 2000) / Nenávist (Japonsko 2002) → Nenávist (USA/Japonsko 2004)
- Gloria (Chile 2013) → Gloria Bell (USA 2018)

### Remaky seriálů
- Randall a Hopkirk (Spojené království,  1968–1969) → Randall a Hopkirk (seriál, 2000) (Spojené království, 2000–2001): remake je do určitý míry neobvyklý tím, že původní seriál i remake vznikl ve Spojeném království
- Most (Dánsko, Švédsko,  2011, 2013, 2015 a 2018)  →  The Tunnel (Británie, Francie, 2013: most nahrazen Eurotunelem[4]
- Most (Dánsko, Švédsko,  2011, 2013, 2015 a 2018)  →  The Bridge (USA, 2013)
- Most (Dánsko, Švédsko,  2011, 2013, 2015 a 2018)  →  Мост (Rusko, 2018)[5]
- Most (Dánsko, Švédsko,  2011, 2013, 2015 a 2018)  →  The Bridge (HBO Asia, Viu, 2018)[6]
- Most (Dánsko, Švédsko,  2011, 2013, 2015 a 2018)  →  Průsmyk (Rakousko, Německo, 2019)[7]
- Zločin, též Vražda  (Dánsko, 2007–2012)  → The Killings (USA, 2011–2012)[8]
- Profesionálové (Slovensko, 2008–2009) → Profesionálové (Česko, 2009–2010)[9]
- Periodistas (Španělsko, 1998)[10] → Redakce (Česká republika, 2004–2006)[11]
- Doc Martin (Spojené království, 2004–2011 + 2013, 2015, 2017, 2019)[12][13]  →  Doktor Martin (Česká republika + RTVS, 2015–2016)[14][15]
- Esmeralda 1970 (Venezuela, 1970)[16] →  Esmeralda 1997 (Mexico, 1997)[17]
- Očitý svědek (Øyevitne) (Norsko, 2014)[18]  → Eyewitness (USA, 2016)[19]
- Očitý svědek (Øyevitne) (Norsko, 2014)[18]  → Údolí ticha (Valea Mutã) (Rumunsko, 2016)[20]